# Alesia Turava
Alesia Turava, född den 6 december 1979, är en vitrysk friidrottare som tävlar i medeldistanslöpning och i hinderlöpning.
Turava började sin karriär med att springa 1 500 meter och blev sjua vid VM 2001 i Edmonton. Vid inomhus EM 2002 slutade hon på tredje plats. Samma år vid utomhus EM i München blev hon sjua. Hon deltog även vid VM 2003 i Paris där hon blev utslagen i semifinalen. Hon deltog även på VM 2005 i Helsingfors där hon kvalificerade sig till finalen men slutade först på sjunde plats. 
Som hinderlöpare vann hon guld på EM 2006 i Göteborg, hon vann även IAAF World Athletics Final 2006. Mellan juni 2002 och augusti 2003 innehade hon världsrekordet på 3 000 meter hinder. 